# جایزه باارزش‌ترین بازیکن بازی آل-استار ان‌بی‌ای
باارزش‌ترین بازیکن بازی آل-استار کوبی برایانت (ام‌وی‌پی) یکی از جوایز سالانهٔ اتحادیهٔ ملی بسکتبال (ان‌بی‌ای) است که هر سال به بهترین بازیکن بازی آل-استار ان‌بی‌ای داده می‌شود. اهدای این جایزه در سال ۱۹۵۳ و هنگامی آغاز شد که مسئولان ان‌بی‌ای تصمیم گرفتند هر ساله برای این بازی یک ام‌وی‌پی انتخاب کنند. لیگ همچنین از بازیکنان دو بازی پیشین ستارگان تجلیل کرد. اد مکوالی و پاول آریزین به ترتیب به عنوان برندگان عنوان ام‌وی‌پی در سال‌های ۱۹۵۱ و ۱۹۵۲ انتخاب شدند. برنده با رأی هیأتی از اعضای رسانه برگزیده می‌شود که پس از پایان بازی، رأی خود را برای انتخاب بهترین بازیکن می‌دهند. بازیکنی (بازیکن‌هایی) که بیشترین رأی را بیاورد یا به صورت برابر بیشترین رأی را کسب کند به عنوان باارزش‌ترین بازیکن بازی All-Star معرفی می‌شود. در فوریه ۲۰۲۰، کمیسر آدام سیلور به یاد کوبی برایانت، برندهٔ چهار بارهٔ این جایزه، که چند هفته پیش در سقوط هلی کوپتر جان خود را از دست داده بود، جایزهٔ باارزش‌ترین بازیکن بازی آل-استار را به نام وی تغییر داد.
آخرین برنده این عنوان  استفن کری گارد تیم گلدن استیت واریرز در سال ۲۰۲۵ است. کوبی برایانت و باب پتیت تنها دو بازیکنی هستند که چهار بار موفق به کسب عنوان ام‌وی‌پی بازی ستارگان شده‌اند. اسکار رابرتسون، مایکل جردن، شکیل اونیل و لبران جیمز هرکدام سه مرتبه این جایزه را به دست آورده‌اند، در حالی که باب کوزی، جولیوس اروینگ، آیزیاه توماس، مجیک جانسون، کارل مالون، آلن آیورسون، راسل وستبروک، کوین دورانت و استفن کری هر کدام دو بار برندهٔ این جایزه شده‌اند. لبران جیمز دارندهٔ دو عنوان ام‌وی‌پی این بازی‌ها، در حالی که ۲۱ سال و ۵۱ روز سن داشت، برای نخستین مرتبه در بازی آل-استار ۲۰۰۶ به این عنوان رسید و جوان‌ترین برندهٔ این عنوان تا به امروز به حساب می‌آید. کایری اروینگ، برندهٔ این جایزه در سال ۲۰۱۴، با ۲۱ سال و ۱۰ ماه، دومین بازیکن جوانی است که به این جایزه دست پیدا کرده‌است. نکتهٔ جالب توجه در مورد این دو بازیکن جوان این است که هر دو، در زمان عضویت در کلیولند کاوالیرز به این عنوان رسیده‌اند. در سال ۱۹۹۹ به سبب لغو بازی به دلیل تحریم ان‌بی‌ای، این جایزه به کسی اهدا نشد. تاکنون در چهار بازی، دو بازیکن به صورت مشترک برندهٔ این جایزه شده‌اند – الگین بیلور و باب پتیت در سال ۱۹۵۹، جان استاکتون و کارل مالون در سال ۱۹۹۳، شکیل اونیل و تیم دانکن در ۲۰۰۰ و اونیل و برایانت در سال ۲۰۰۹. اونیل نخستین بازیکنی است که دو جایزهٔ مشترک را دریافت کرده و به عنوان بازیکن تیم‌های مختلف به این جایزه دست پیدا کرده‌است. بازیکنانی از لس آنجلس لیکرز، یازده بار این جایزه را کسب کرده‌اند در حالی که بازیکنانی از بوستون سلتیکس، ۹ بار این جایزه را برده‌اند. تیم دانکن از جزایر ویرجین ایالات متحدهٔ آمریکا، کایری اروینگ از استرالیا و یانیس آنتتوکومپو از یونان تنها برندگانی هستند که در ایالات متحده زاده نشده‌اند. دانکن و اروینگ هر دو شهروند آمریکایی می‌باشند اما از نظر ان‌بی‌ای بازیکنان «بین‌المللی» به‌شمار می‌آیند زیرا در یکی از پنجاه ایالت یا واشینگتن دی سی زاده نشده‌اند. هیچ بازیکنی که به‌طور مطلق، خارج از آمریکا آموزش ببیند، برندهٔ این جایزه نشده‌است. اروینگ از دو سالگی در آمریکا زندگی کرده و دانکن در بسکتبال مردان ویک فارست دیمن دیکنز (Wake Forest Demon Deacons) در بسکتبال کالج آمریکا بازی کرده‌است.
باب پتیت (۱۹۵۸، ۱۹۵۹) و راسل وستبروک (۲۰۱۵، ۲۰۱۶) تنها بازیکنانی هستند که این جایزه را به صورت متوالی کسب کرده‌اند. پتیت (۱۹۵۶)، باب کوزی (۱۹۵۷)، ویلت چمبرلین (۱۹۶۰)، بیل راسل (۱۹۶۳)، اسکار رابرتسون (۱۹۶۴)، ویلیس رید (۱۹۷۰)، دیو کاونز (۱۹۷۳)، مایکل جوردن (۱۹۸۸، ۱۹۹۶، ۱۹۹۸)، مجیک جانسون (۱۹۹۰)، شکیل اونیل (۲۰۰۰) و آلن آیورسون (۲۰۰۱) همگی در یک فصل موفق به کسب جایزهٔ باارزش‌ترین بازیکن ان‌بی‌ای و جایزهٔ بازی آل-استار به صورت همزمان شده‌اند. جردن تنها بازیکنی است که بیش از یک مرتبه موفق به انجام این کار شده‌است. چهارده بازیکن که عضو تیم میزبان بازی آل-استار بوده‌اند، توانسته‌اند این جایزه را به دست بیاورند: اد مکوالی (۱۹۵۱)، باب کوزی (۱۹۵۷)، باب پتیت (۱۹۵۸، ۱۹۶۲)، چمبرلین (۱۹۶۰)، آدریان اسمیت (۱۹۶۶)، ریک بری (۱۹۶۷)، جری وست (۱۹۷۲)، تام چمبرز (۱۹۸۷)، مایکل جردن (۱۹۸۸)، کارل مالون (۱۹۹۳)، جان استاکتون (۱۹۹۳)، شکیل اونیل (۲۰۰۴، ۲۰۰۹)، کوبی برایانت (۲۰۱۱) و آنتونی دیویس (۲۰۱۷)؛ باب پتیت و شکیل اونیل بیش از یک بار این موفق به انجام این کار را شده‌اند. کریم عبدالجبار بیشترین تعداد بازی در بازی ستارگان ان‌بی‌ای را به ثبت رسانده (۱۸ بار) اما هرگز موفق به کسب جایزهٔ ام‌وی‌پی نشده در حالی که آدریان اسمیت در تنها حضور خود در این بازی، جایزهٔ ام‌وی‌پی را از آن خود کرد.

## برندگان

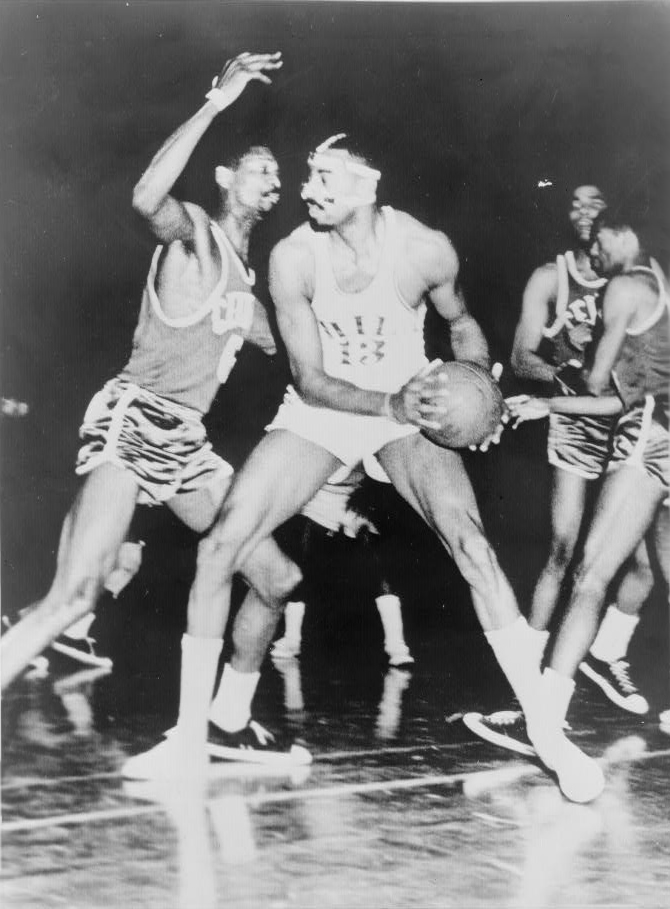
بیل راسل، از اعضای تالار مشاهیر (سمت چپ) این جایزه را در بازی آل-استار ۱۹۶۳ دریافت کرد. ویلت چمبرلین، دیگر عضو تالار مشاهیر (مرکز) این جایزه را در بازی آل-استار ۱۹۶۰ به دست آورد.

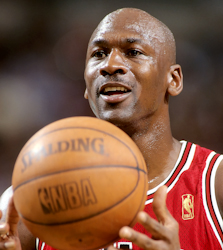
مایکل جردن از اعضای تالار مشاهیر سه بار این جایزه را در طی دوران فعالیت خود کسب کرد.

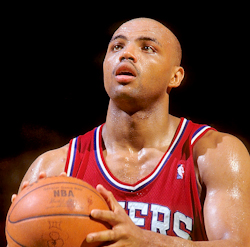
چارلز بارکلی در بازی آل-استار ان‌بی‌ای ۱۹۹۱ برندهٔ این جایزه شد.

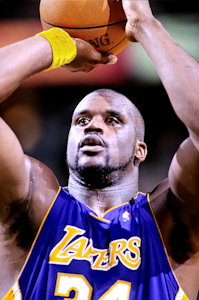
شکیل اونیل (عضو تالار مشاهیر) سه بار این جایزه را از آن خود کرد. او همچنین با کسب این جایزه با سن ۳۶ سال و ۳۴۶ روز سن، مسن‌ترین برندهٔ این جایزه است.

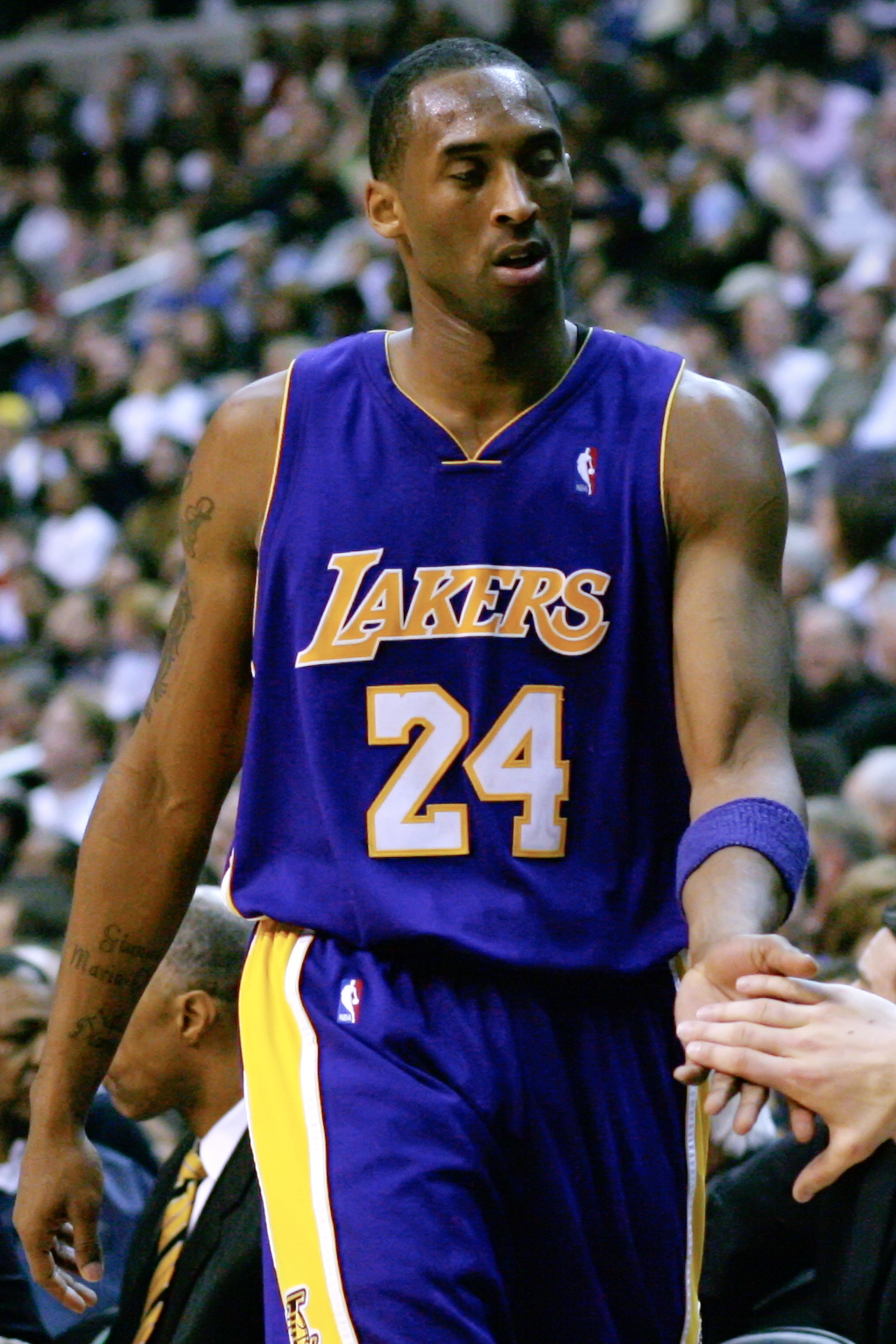
کوبی برایانت با کسب چهار بارهٔ این جایزه به‌طور مشترک با باب پتیت رکورد دار است. این جایزه پس از درگذشت او در سال ۲۰۲۰ به نام او تغییر یافت.

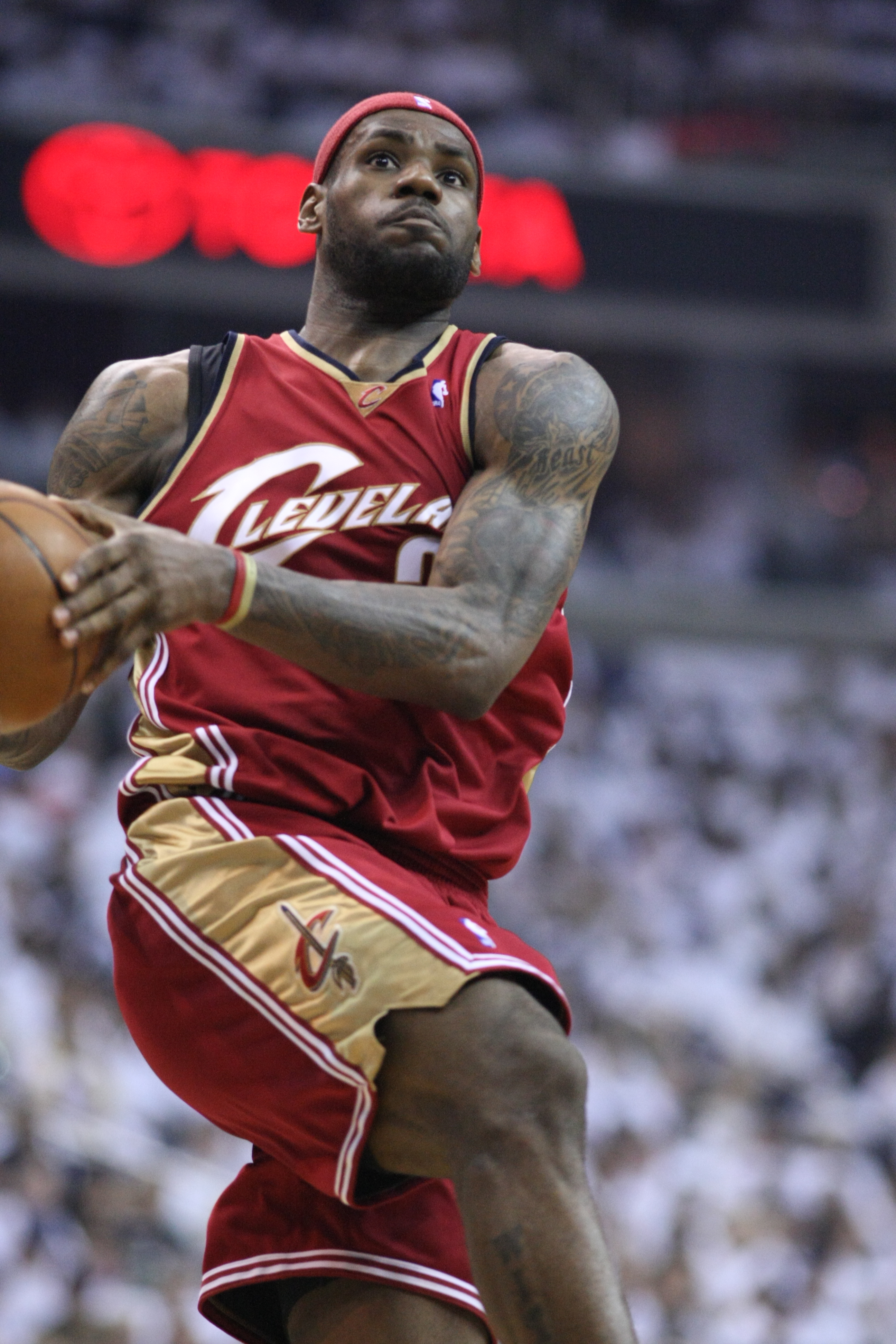
لبران جیمز با ۲۱ سال و ۵۱ روز سن، جوان‌ترین برندهٔ این جایزه تاکنون محسوب می‌شود.

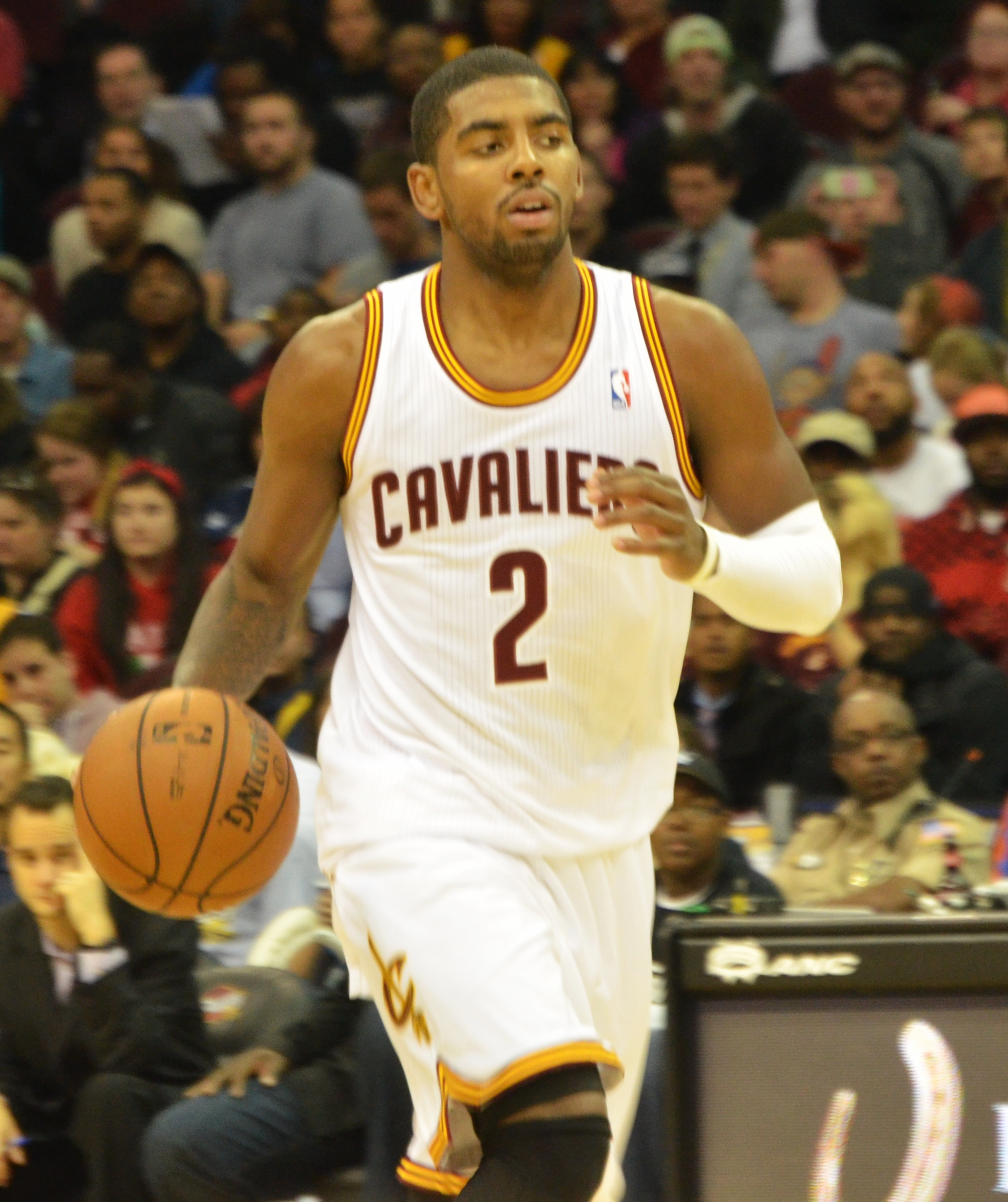
کایری اروینگ در سال ۲۰۱۴ برای دومین مرتبه این جایزه را برد.

| ^          | نشان دهندهٔ این است که بازیکن هنوز در ان‌بی‌ای فعالیت می‌کند.             |
| *          | برای تالار مشاهیر بسکتبال انتخاب شده‌است.                              |
| بازیکن (X) | نشان دهندهٔ تعداد بار دریافت جایزه توسط بازیکن در آن زمان است.         |
| تیم (X)    | نشان دهندهٔ تعداد بار دریافت جایزه توسط بازیکنی از تیم در آن زمان است. |

| فصل  | بازیکن                                               | پست                                                  | ملیت                                                 | تیم                                                  |
| ---- | ---------------------------------------------------- | ---------------------------------------------------- | ---------------------------------------------------- | ---------------------------------------------------- |
| ۱۹۵۱ | Ed Macauley*                                         | سنتر/فوروارد                                         | ایالات متحده آمریکا                                  | بوستون سلتیکس                                        |
| ۱۹۵۲ | Paul Arizin*                                         | فوروارد/گارد                                         | ایالات متحده آمریکا                                  | فیلادلفیا واریرز                                     |
| ۱۹۵۳ | جورج مایکن*                                          | سنتر                                                 | ایالات متحده آمریکا                                  | مینیاپولیس لیکرز                                     |
| ۱۹۵۴ | باب کوزی*                                            | گارد                                                 | ایالات متحده آمریکا                                  | بوستون سلتیکس (۲)                                    |
| ۱۹۵۵ | Bill Sharman*                                        | گارد                                                 | ایالات متحده آمریکا                                  | بوستون سلتیکس (۳)                                    |
| ۱۹۵۶ | باب پتیت*                                            | فوروارد/سنتر                                         | ایالات متحده آمریکا                                  | سنت لوئیس هاوکس                                      |
| ۱۹۵۷ | باب کوزی* (۲)                                        | گارد                                                 | ایالات متحده آمریکا                                  | بوستون سلتیکس (۴)                                    |
| ۱۹۵۸ | باب پتیت* (۲)                                        | فوروارد/سنتر                                         | ایالات متحده آمریکا                                  | سنت لوئیس هاوکس (۲)                                  |
| ۱۹۵۹ | الگین بیلور*                                         | فوروارد                                              | ایالات متحده آمریکا                                  | مینیاپولیس لیکرز (۲)                                 |
| ۱۹۵۹ | باب پتیت* (۳)                                        | فوروارد/سنتر                                         | ایالات متحده آمریکا                                  | سنت لوئیس هاوکس (۳)                                  |
| ۱۹۶۰ | ویلت چمبرلین*                                        | سنتر                                                 | ایالات متحده آمریکا                                  | فیلادلفیا واریرز (۲)                                 |
| ۱۹۶۱ | اسکار رابرتسون*                                      | گارد                                                 | ایالات متحده آمریکا                                  | سینسیناتی رویالز                                     |
| ۱۹۶۲ | باب پتیت* (۴)                                        | فوروارد/سنتر                                         | ایالات متحده آمریکا                                  | سنت لوئیس هاوکس (۴)                                  |
| ۱۹۶۳ | بیل راسل*                                            | سنتر                                                 | ایالات متحده آمریکا                                  | بوستون سلتیکس (۵)                                    |
| ۱۹۶۴ | اسکار رابرتسون* (۲)                                  | گارد                                                 | ایالات متحده آمریکا                                  | سینسیناتی رویالز (۲)                                 |
| ۱۹۶۵ | جری لوکاس*                                           | فوروارد/سنتر                                         | ایالات متحده آمریکا                                  | سینسیناتی رویالز (۳)                                 |
| ۱۹۶۶ | ایدریان اسمیت                                        | گارد                                                 | ایالات متحده آمریکا                                  | سینسیناتی رویالز (۴)                                 |
| ۱۹۶۷ | ریک بری*                                             | فوروارد                                              | ایالات متحده آمریکا                                  | سان فرانسیسکو واریرز (۳)                             |
| ۱۹۶۸ | Hal Greer*                                           | گارد/فوروارد                                         | ایالات متحده آمریکا                                  | فیلادلفیا سونتی‌سیکسرز                                |
| ۱۹۶۹ | اسکار رابرتسون* (۳)                                  | گارد                                                 | ایالات متحده آمریکا                                  | سینسیناتی رویالز (۵)                                 |
| ۱۹۷۰ | ویلیس رید*                                           | سنتر/فوروارد                                         | ایالات متحده آمریکا                                  | نیویورک نیکس                                         |
| ۱۹۷۱ | Lenny Wilkens*                                       | گارد                                                 | ایالات متحده آمریکا                                  | سیاتل سوپرسانیکس                                     |
| ۱۹۷۲ | جری وست*                                             | گارد                                                 | ایالات متحده آمریکا                                  | لس آنجلس لیکرز (۳)                                   |
| ۱۹۷۳ | Dave Cowens*                                         | سنتر/فوروارد                                         | ایالات متحده آمریکا                                  | بوستون سلتیکس (۶)                                    |
| ۱۹۷۴ | Bob Lanier*                                          | سنتر                                                 | ایالات متحده آمریکا                                  | دیترویت پیستونز                                      |
| ۱۹۷۵ | والت فریزر*                                          | گارد                                                 | ایالات متحده آمریکا                                  | نیویورک نیکس (۲)                                     |
| ۱۹۷۶ | دیو بینگ*                                            | گارد                                                 | ایالات متحده آمریکا                                  | واشینگتن بولتز                                       |
| ۱۹۷۷ | جولیوس اروینگ*                                       | فوروارد                                              | ایالات متحده آمریکا                                  | فیلادلفیا سونتی‌سیکسرز (۲)                            |
| ۱۹۷۸ | رندی اسمیت                                           | گارد/فوروارد                                         | ایالات متحده آمریکا                                  | بوفالو براوز                                         |
| ۱۹۷۹ | دیوید تامسون (بسکتبال)*                              | گارد/فوروارد                                         | ایالات متحده آمریکا                                  | دنور ناگتس                                           |
| ۱۹۸۰ | جرج گروین*                                           | گارد/فوروارد                                         | ایالات متحده آمریکا                                  | سن آنتونیو اسپرز                                     |
| ۱۹۸۱ | Nate Archibald*                                      | گارد                                                 | ایالات متحده آمریکا                                  | بوستون سلتیکس (۷)                                    |
| ۱۹۸۲ | لری برد*                                             | فوروارد                                              | ایالات متحده آمریکا                                  | بوستون سلتیکس (۸)                                    |
| ۱۹۸۳ | جولیوس اروینگ* (۲)                                   | فوروارد                                              | ایالات متحده آمریکا                                  | فیلادلفیا سونتی‌سیکسرز (۳)                            |
| ۱۹۸۴ | آیزیاه توماس*                                        | گارد                                                 | ایالات متحده آمریکا                                  | دیترویت پیستونز (۲)                                  |
| ۱۹۸۵ | Ralph Sampson*                                       | سنتر/فوروارد                                         | ایالات متحده آمریکا                                  | هیوستون راکتس                                        |
| ۱۹۸۶ | آیزیاه توماس* (۲)                                    | گارد                                                 | ایالات متحده آمریکا                                  | دیترویت پیستونز (۳)                                  |
| ۱۹۸۷ | Tom Chambers                                         | فوروارد/سنتر                                         | ایالات متحده آمریکا                                  | سیاتل سوپرسانیکس (۲)                                 |
| ۱۹۸۸ | مایکل جردن*                                          | گارد                                                 | ایالات متحده آمریکا                                  | شیکاگو بولز                                          |
| ۱۹۸۹ | کارل مالون*                                          | فوروارد                                              | ایالات متحده آمریکا                                  | یوتا جاز                                             |
| ۱۹۹۰ | مجیک جانسون*                                         | گارد                                                 | ایالات متحده آمریکا                                  | لس آنجلس لیکرز (۴)                                   |
| ۱۹۹۱ | چارلز بارکلی*                                        | فوروارد                                              | ایالات متحده آمریکا                                  | فیلادلفیا سونتی‌سیکسرز (۴)                            |
| ۱۹۹۲ | مجیک جانسون* (۲)                                     | گارد                                                 | ایالات متحده آمریکا                                  | لس آنجلس لیکرز (۵)                                   |
| ۱۹۹۳ | جان استاکتون*                                        | گارد                                                 | ایالات متحده آمریکا                                  | یوتا جاز (۲)                                         |
| ۱۹۹۳ | کارل مالون* (۲)                                      | فوروارد                                              | ایالات متحده آمریکا                                  | یوتا جاز (۳)                                         |
| ۱۹۹۴ | اسکاتی پیپن*                                         | فوروارد                                              | ایالات متحده آمریکا                                  | شیکاگو بولز (۲)                                      |
| ۱۹۹۵ | میچ ریچموند*                                         | گارد                                                 | ایالات متحده آمریکا                                  | ساکرامنتو کینگز (۶)                                  |
| ۱۹۹۶ | مایکل جردن* (۲)                                      | گارد                                                 | ایالات متحده آمریکا                                  | شیکاگو بولز (۳)                                      |
| ۱۹۹۷ | Glen Rice                                            | فوروارد                                              | ایالات متحده آمریکا                                  | شارلوت هورنتس                                        |
| ۱۹۹۸ | مایکل جردن* (۳)                                      | گارد                                                 | ایالات متحده آمریکا                                  | شیکاگو بولز (۴)                                      |
| ۱۹۹۹ | جایزه به دلیل لغو بازی به سبب تحریم ان‌بی‌ای اهدا نشد. | جایزه به دلیل لغو بازی به سبب تحریم ان‌بی‌ای اهدا نشد. | جایزه به دلیل لغو بازی به سبب تحریم ان‌بی‌ای اهدا نشد. | جایزه به دلیل لغو بازی به سبب تحریم ان‌بی‌ای اهدا نشد. |
| ۲۰۰۰ | شکیل اونیل*                                          | سنتر                                                 | ایالات متحده آمریکا                                  | لس آنجلس لیکرز (۶)                                   |
| ۲۰۰۰ | تیم دانکن*                                           | فوروارد/سنتر                                         | ایالات متحده آمریکا                                  | سن آنتونیو اسپرز (۲)                                 |
| ۲۰۰۱ | آلن آیورسن*                                          | گارد                                                 | ایالات متحده آمریکا                                  | فیلادلفیا سونتی‌سیکسرز (۵)                            |
| ۲۰۰۲ | کوبی برایانت*                                        | گارد                                                 | ایالات متحده آمریکا                                  | لس آنجلس لیکرز (۷)                                   |
| ۲۰۰۳ | کوین گارنت*                                          | فوروارد/سنتر                                         | ایالات متحده آمریکا                                  | مینه‌سوتا تیمبرولوز                                   |
| ۲۰۰۴ | شکیل اونیل* (۲)                                      | سنتر                                                 | ایالات متحده آمریکا                                  | لس آنجلس لیکرز (۸)                                   |
| ۲۰۰۵ | آلن آیورسن* (۲)                                      | گارد                                                 | ایالات متحده آمریکا                                  | فیلادلفیا سونتی‌سیکسرز (۶)                            |
| ۲۰۰۶ | لبران جیمز^                                          | فوروارد                                              | ایالات متحده آمریکا                                  | کلیولند کاوالیرز                                     |
| ۲۰۰۷ | کوبی برایانت* (۲)                                    | گارد                                                 | ایالات متحده آمریکا                                  | لس آنجلس لیکرز (۹)                                   |
| ۲۰۰۸ | لبران جیمز^ (۲)                                      | فوروارد                                              | ایالات متحده آمریکا                                  | کلیولند کاوالیرز (۲)                                 |
| ۲۰۰۹ | کوبی برایانت* (۳)                                    | گارد                                                 | ایالات متحده آمریکا                                  | لس آنجلس لیکرز (۱۰)                                  |
| ۲۰۰۹ | شکیل اونیل* (۳)                                      | سنتر                                                 | ایالات متحده آمریکا                                  | فینیکس سانز                                          |
| ۲۰۱۰ | دوین وید                                             | گارد                                                 | ایالات متحده آمریکا                                  | میامی هیت                                            |
| ۲۰۱۱ | کوبی برایانت* (۴)                                    | گارد                                                 | ایالات متحده آمریکا                                  | لس آنجلس لیکرز (۱۱)                                  |
| ۲۰۱۲ | کوین دورانت^                                         | فوروارد                                              | ایالات متحده آمریکا                                  | اکلاهما سیتی تاندر (۳)                               |
| ۲۰۱۳ | کریس پاول^                                           | گارد                                                 | ایالات متحده آمریکا                                  | لس آنجلس کلیپرز (۲)                                  |
| ۲۰۱۴ | کایری اروینگ^                                        | گارد                                                 | ایالات متحده آمریکا                                  | کلیولند کاوالیرز (۳)                                 |
| ۲۰۱۵ | راسل وستبروک^                                        | گارد                                                 | ایالات متحده آمریکا                                  | اکلاهما سیتی تاندر (۴)                               |
| ۲۰۱۶ | راسل وستبروک^ (۲)                                    | گارد                                                 | ایالات متحده آمریکا                                  | اکلاهما سیتی تاندر (۵)                               |
| ۲۰۱۷ | انتونی دیویس^                                        | فوروارد/سنتر                                         | ایالات متحده آمریکا                                  | نیو اورلینز پلیکانز                                  |
| ۲۰۱۸ | لبران جیمز^ (۳)                                      | فوروارد                                              | ایالات متحده آمریکا                                  | کلیولند کاوالیرز (۴)                                 |
| ۲۰۱۹ | کوین دورانت^ (۲)                                     | فوروارد                                              | ایالات متحده آمریکا                                  | گلدن استیت واریرز (۴)                                |
| ۲۰۲۰ | کووای لنارد^                                         | فوروارد                                              | ایالات متحده آمریکا                                  | لس آنجلس کلیپرز (۳)                                  |
| ۲۰۲۱ | یانیس آنتتوکومپو^                                    | فوروارد                                              | یونان                                                | میلواکی باکس                                         |
| ۲۰۲۲ | استفن کری^                                           | گارد                                                 | ایالات متحده آمریکا                                  | گلدن استیت واریرز (۵)                                |
| ۲۰۲۳ | جیسون تیتوم^                                         | فوروارد                                              | ایالات متحده آمریکا                                  | بوستون سلتیکس (۹)                                    |
| ۲۰۲۴ | دیمین لیلارد^                                        | گارد                                                 | ایالات متحده آمریکا                                  | میلواکی باکس (۲)                                     |
| ۲۰۲۵ | استفن کری^ (۲)                                       | گارد                                                 | ایالات متحده آمریکا                                  | گلدن استیت واریرز (۶)                                |

## برندگان چندباره
| بازیکن         | تیم                                  | شمار. | سال‌ها                  |
| -------------- | ------------------------------------ | ----- | ---------------------- |
| باب پتیت       | سنت لوئیس هاوکس                      | ۴     | ۱۹۵۶، ۱۹۵۸، ۱۹۵۹، ۱۹۶۲ |
| کوبی برایانت   | لس آنجلس لیکرز                       | ۴     | ۲۰۰۲، ۲۰۰۷، ۲۰۰۹، ۲۰۱۱ |
| اسکار رابرتسون | سینسیناتی رویالز                     | ۳     | ۱۹۶۱، ۱۹۶۴، ۱۹۶۹       |
| مایکل جردن     | شیکاگو بولز                          | ۳     | ۱۹۸۸، ۱۹۹۶، ۱۹۹۸       |
| شکیل اونیل     | لس آنجلس لیکرز فینیکس سانز           | ۳     | ۲۰۰۰، ۲۰۰۴، ۲۰۰۹       |
| لبران جیمز     | کلیولند کاوالیرز                     | ۳     | ۲۰۰۶، ۲۰۰۸، ۲۰۱۸       |
| باب کوزی       | بوستون سلتیکس                        | ۲     | ۱۹۵۴، ۱۹۵۷             |
| جولیوس اروینگ  | فیلادلفیا سونتی‌سیکسرز                | ۲     | ۱۹۷۷، ۱۹۸۳             |
| آیزیاه توماس   | دیترویت پیستونز                      | ۲     | ۱۹۸۴، ۱۹۸۶             |
| کارل مالون     | یوتا جاز                             | ۲     | ۱۹۸۹، ۱۹۹۳             |
| مجیک جانسون    | لس آنجلس لیکرز                       | ۲     | ۱۹۹۰، ۱۹۹۲             |
| آلن آیورسن     | فیلادلفیا سونتی‌سیکسرز                | ۲     | ۲۰۰۱، ۲۰۰۵             |
| راسل وستبروک   | اکلاهما سیتی تاندر                   | ۲     | ۲۰۱۵، ۲۰۱۶             |
| کوین دورانت    | اکلاهما سیتی تاندر گلدن استیت واریرز | ۲     | ۲۰۱۲، ۲۰۱۹             |
| اسفتن کری      | گلدن استیت واریرز                    | ۲     | ۲۰۲۲، ۲۰۲۵             |